# Indianenreservaat

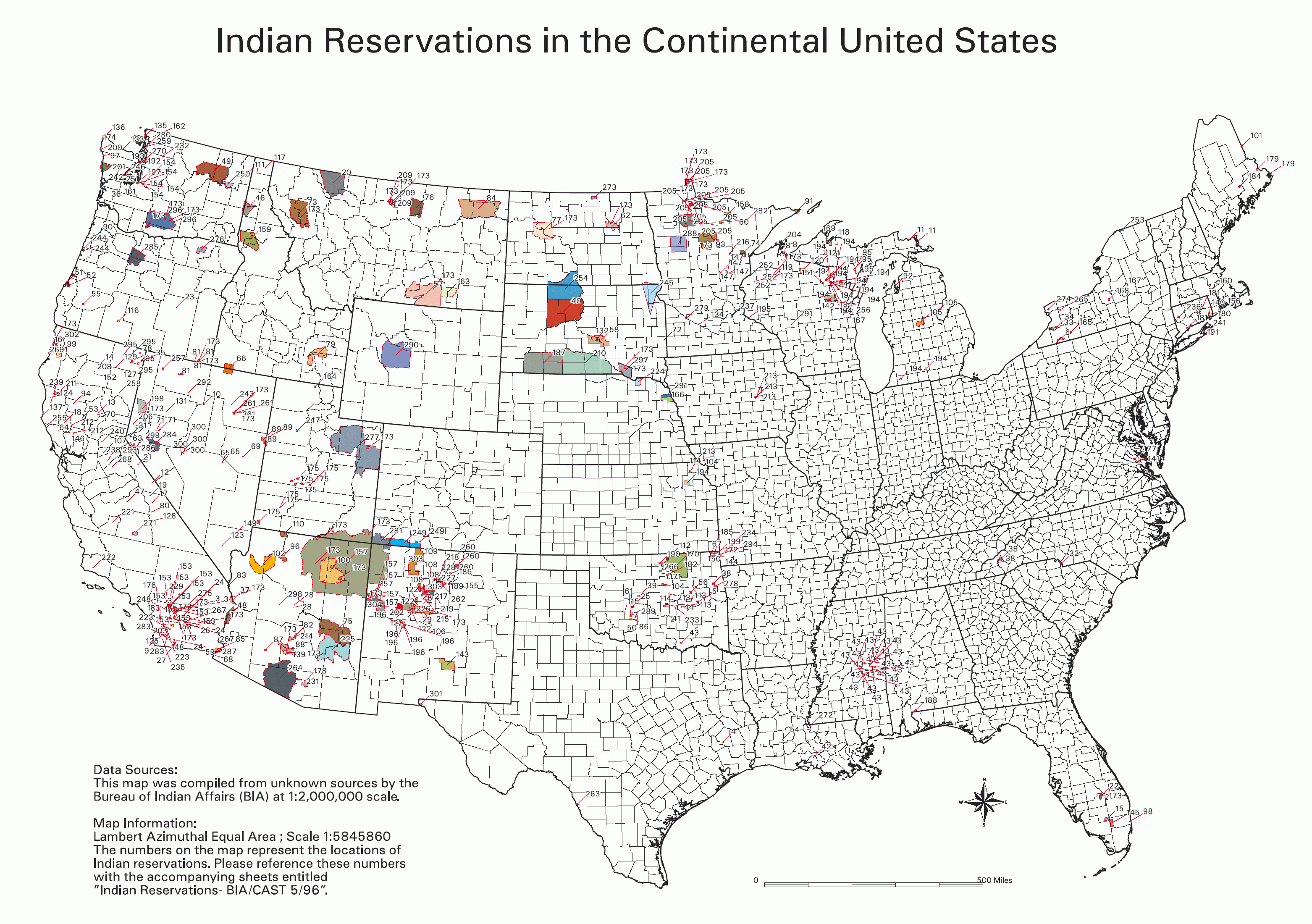
Indianenreservaten in de VS - zie index

Indianenreservaten, in het Engels Indian Reservation (Verenigde Staten) of Indian Reserve (Canada), zijn stukken grond die door de overheid aan de oorspronkelijke bewoners, de indianen, toegewezen zijn.
De reservaten werden vooral in de negentiende eeuw ingesteld als gevolg van de kolonisering van Noord-Amerika.
De meeste en ook de grootste bevinden zich in het westen van de Verenigde Staten, in de bergachtige staten Arizona, Utah, Montana en South Dakota.
De bodemgesteldheid is een groot probleem vanwege de slechte staat, waardoor indianen onder het bestaansminimum leven en leven van seizoensarbeid en sociale uitkering.
Naast indianen worden in Canada sinds het Onafhankelijkheidsverdrag van 1982 ook Métis en Inuit als oorspronkelijke bewoners erkend.
De reservaten staan onder toezicht en beheer van het Bureau voor Indianenzaken, dat onder het ministerie van binnenlandse zaken valt. Sinds 1934 (regering-Roosevelt) hebben ze echter autonomie: in elk reservaat bepaalt een Tribal Council de gang van zaken. Er kwamen ook programma's voor onderwijs en sociale ondersteuning, zodat gesproken werd over een "New Deal for Indians". Dit alles werd grotendeels teruggedraaid onder de Republikein Eisenhower. Met de Termination Act (1953) en de Relocation Act (1956) begon de federale regering reservaten te sluiten. De bewoners zouden moeten integreren in de stedelijke bevolking en opgaan in de middenklasse. In plaats daarvan werden ze, zoals te verwachten was, deel van de onderklasse. In 1970 nam de Quaker Richard Nixon, vice-president onder Eisenhower, als president tijdens de bezetting van Alcatraz, weer afstand van het termination- en relocationbeleid. In zijn tweede termijn diende hij de Selfdetermination and Education Assistance Act in, die begin 1975 door het Congres kwam

## Reservaten
1. Absentee Shawnee
2. Acoma
3. Agua Caliente
4. Alabama-coushatta
5. Alabama-Quassarte Creeks
6. Allegany
7. Apache
8. Bad River
9. Barona Ranch
10. Battle Mountain
11. Bay Mills
12. Benton Paiute
13. Berry Creek
14. Big Bend
15. Big Cypress
16. Big Lagoon
17. Big Pine
18. Big Valley
19. Bishop
20. Blackfeet
21. Bridgeport
22. Brighton
23. Burns Paiute Colony
24. Cabezon
25. Caddo
26. Cahuilla
27. Campo
28. Camp Verde
29. Canoncito
30. Capitan Grande
31. Carson
32. Catawba
33. Cattaraugus
34. Cayuga
35. Cedarville
36. Chehalis
37. Chemehuevi
38. Cherokee
39. Cheyenne-Arapahoe
40. Cheyenne River
41. Chickasaw
42. Chitimacha
43. Choctaw
44. Citizen Band of Potawatomi
45. Cochiti
46. Coeur D'alene
47. Cold Springs
48. Colorado River
49. Colville
50. Comanche
51. Coos, Lower Umpqua & Siuslaw
52. Coquille
53. Cortina
54. Coushatta
55. Cow Creek
56. Creek
57. Crow
58. Crow Creek
59. Cuyapaipe
60. Deer Creek
61. Delaware
62. Devils Lake
63. Dresslerville Colony
64. Dry Creek
65. Duckwater
66. Duck Valley
67. Eastern Shawnee
68. East Cocopah
69. Ely Colony
70. Enterprise
71. Fallon
72. Flandreau Indian School
73. Flathead
74. Fond du Lac
75. Fort Apache
76. Fort Belknap
77. Fort Berthold
78. Fort Bidwell
79. Fort Hall
80. Fort Independence
81. Fort McDermitt
82. Fort McDowell
83. Fort Mohave
84. Fort Peck
85. Fort Yuma
86. Ft. Sill Apache
87. Gila Bend
88. Gila River
89. Goshute
90. Grande Ronde
91. Grand Portage
92. Grand Traverse
93. Greater Leech Lake
94. Grindstone
95. Hannahville
96. Havasupai
97. Hoh
98. Hollywood
99. Hoopa Valley
100. Hopi
101. Houlton Maliseets
102. Hualapai
103. Inaja
104. Iowa
105. Isabella
106. Isleta
107. Jackson
108. Jemez
109. Jicarilla
110. Kaibab
111. Kalispel
112. Kaw
113. Kialegee Creek
114. Kickapoo
115. Kiowa
116. Klamath
117. Kootenai
118. L'anse
119. Lac Courte Oreilles
120. Lac du Flambeau
121. Lac Vieux Desert
122. Laguna
123. Las Vegas
124. Laytonville
125. La Jolla
126. La Posta
127. Likely
128. Lone Pine
129. Lookout
130. Los Coyotes
131. Lovelock Colony
132. Lower Brule
133. Lower Elwah
134. Lower Sioux
135. Lummi
136. Makah
137. Manchester
138. Manzanita
139. Maricopa
140. Mashantucket Pequot
141. Mattaponi
142. Menominee
143. Mescalero
144. Miami
145. Miccosukee
146. Middletown
147. Mille Lacs
148. Mission
149. Moapa
150. Modoc
151. Mole Lake
152. Montgomery Creek
153. Morongo
154. Muckleshoot
155. Nambe
156. Narragansett
157. Navajo
158. Nett Lake
159. Nez Percé
160. Nipmoc-Hassanamisco
161. Nisqually
162. Nooksack
163. Northern Cheyenne
164. Northwestern Shoshone
165. Oil Springs
166. Omaha
167. Oneida
168. Onondaga
169. Ontonagon
170. Osage
171. Otoe-Missouri
172. Ottawa
173. Out
174. Ozette
175. Paiute
176. Pala
177. Pamunkey
178. Pascua Yaqui
179. Passamaquoddy
180. Paucatauk Pequot
181. Paugusett
182. Pawnee
183. Pechanga
184. Penobscot
185. Peoria
186. Picuris
187. Pine Ridge
188. Poarch Creek
189. Pojoaque
190. Ponca
191. Poosepatuck
192. Port Gamble
193. Port Madison
194. Potawatomi
195. Prairie Isle
196. Puertocito
197. Puyallup
198. Pyramid Lake
199. Quapaw
200. Quillayute
201. Quinault
202. Ramah
203. Ramona
204. Red Cliff
205. Red lake
206. Reno-Sparks
207. Rincon
208. Roaring Creek
209. Rocky Boys
210. Rosebud
211. Round Valley
212. Rumsey
213. Sac and Fox
214. Salt River
215. Sandia
216. Sandy Lake
217. Santa Ana
218. Santa Clara
219. Santo Domingo
220. Santa Rosa
221. Santa Rosa (North)
222. Santa Ynez
223. Santa Ysabel
224. Santee
225. San Carlos
226. San Felipe
227. San Ildefonso
228. San Juan
229. San Manuel
230. San Pasqual
231. San Xavier
232. Sauk Suiattle
233. Seminole
234. Seneca-Cayuga
235. Sequan
236. Shagticoke
237. Shakopee
238. Sheep Ranch
239. Sherwood Valley
240. Shingle Spring
241. Shinnecock
242. Shoalwater
243. Shoshone
244. Siletz
245. Sisseton
246. Skokomish
247. Skull Valley
248. Soboba
249. Southern Ute
250. Spokane
251. Squaxon Island
252. St. Croix
253. St. Regis
254. Standing Rock
255. Stewarts Point
256. Stockbridge Munsee
257. Summit Lake
258. Susanville
259. Swinomish
260. Taos
261. Te-Moak
262. Tesuque
263. Texas Kickapoo
264. Tohono O'odham
265. Tonawanda
266. Tonikawa
267. Torres Martinez
268. Toulumne
269. Trinidad
270. Tulalip
271. Tule River
272. Tunica-Biloxi
273. Turtle Mountains
274. Tuscarora
275. Twentynine Palms
276. Umatilla
277. Uintah and Ouray
278. United Keetoowah Band of Cherokee
279. Upper Sioux
280. Upper Skagit
281. Ute Mountain
282. Vermilion Lake
283. Viejas
284. Walker River
285. Warm Springs
286. Washoe
287. West Cocopah
288. White Earth
289. Wichita
290. Wind River
291. Winnebago
292. Winnemucca
293. Woodford Indian Community
294. Wyandotte
295. Xl Ranch
296. Yakama
297. Yankton
298. Yavapai
299. Yerington
300. Yomba
301. Ysleta del Sur
302. Yurok
303. Zia
304. Zuni